# Université européenne de Lisbonne
L'université européenne de Lisbonne (UEL) (en portugais Universidade Europeia de Lisboa) est une université privée fondée en 1962 à Lisbonne au Portugal.

## Histoire
Fondée en 1962 en tant qu'Institut supérieur des langues et de l'administration (ISLA), l'université est achetée en 2011 par Laureate Education - Ensilis. 
En 2013, elle est rebaptisée Université européenne de Lisbonne et s'associe au IADE - Institut des arts visuels, design et marketing, ainsi qu'au IPAM - Institut portugais d'administration du marketing.
En 2019, l'université est achetée par l'entreprise espagnole Samarinda.

## Organisation
L'université possède 4 facultés sur 3 campus :
- Faculté des sciences entrepreneuriales et sociales
- Faculté du tourisme et de l'hôtellerie
- Faculté des sciences de la santé et du sport
- Faculté de design, technologie et communication